# Ром (Мекленбург)
Ром (нем. Rom) — община в Германии, в земле Мекленбург-Передняя Померания.
Входит в состав района Пархим. Подчиняется управлению Пархимер Умланд. Население составляет 829 человек (на 31 декабря 2010 года). Занимает площадь 33,60 км².
Коммуна подразделяется на 6 сельских округов.